# Бажуков, Николай Серафимович
Николай Серафимович Бажуков (23 июля 1953, село Троицко-Печорск, Коми АССР) — советский лыжник. Выступал за ВС (Сыктывкар), с 1977 — ЦСКА, военнослужащий. Заслуженный мастер спорта СССР (1976).

## Биография
Родился в многодетной семье, был самым младшим ребёнком.
После отъезда сестер в город на учёбу, стал выполнять основную домашнюю работу: заготовка сена и дров, труд на приусадебном участке и в коллективном хозяйстве. Тогда же начал заниматься лыжами, развивал умения в школе.
По окончании школы устроился на работу автослесарем, продолжил серьёзно заниматься лыжным спортом в свободное от работы время.
В сезоне 1972-73 гг. он разрабатывает свою систему подготовки: летом с раннего утра на сенокосе, а вечером пробежки на 10-15 км. В декабре 1972 г. на всесоюзных соревнованиях взрослых лыжников в Перми, на своих деревянных лыжах он занимает 2-е место, опережая ближайшего соперника на две минуты.
Первые серьёзные соревнования — юношеский чемпионат Европы в Кавголово (Ленинград). На дистанции 15 км Н. Бажуков занял третье место, уступив 1 секунду Е. Беляеву из Ленинграда (первым был немецкий спортсмен).
На зимней спартакиаде народов СССР в Свердловске на дистанции 15 км на деревянных лыжах, когда шёл отбор в олимпийскую сборную, Николай завоевывает бронзовую награду, уступив своему земляку В. Рочеву. Бажукова берут кандидатом в олимпийскую сборную страны, выдают пластиковые лыжи и обеспечивают подготовку под руководством официального тренера-наставника.
Успешное выступление в соревнованиях в Бакуриани, на Кубке Союза в спартакиаде дружественных армий (1975) подтверждало правильность избранной методики и тактики в подготовке к ответственным соревнованиям.

### Олимпийские игры в Инсбруке (1976)
В Инсбруке Николай принял участие в трех номерах лыжной программы: в гонке на 30 и 15 км и в эстафетных соревнованиях 4x10 км.
На первой дистанции 30 км, после 20 км выигрывал у сильнейших, шедших за ним лыжников, 10-15 сек. На финише же оказался пятым. Победил советский лыжник Сергей Савельев. Николай полагает — просчет в подборе лыжной мази. Сам готовил лыжи, не рассчитал возможных изменений температурного режима.
На дистанции 15 км он стартовал в группе сильнейших под номером 55. В более выгодной позиции оказались участники, стартовавшие под первыми номерами. Среди них был и наш Евгений Беляев. Первую треть дистанции Николай прошёл проигрывая Е. Беляеву и финскому гонщику Койвисто, а за 3 км до финиша он уже опережал своих соперников. В итоге Бажукова разделили две секунды с серебряным призёром Е. Беляевым.
Драматически складывался эстафетный бег 4×10 км для советской сборной. На первом этапе бежал Е. Беляев, серебряный призёр. Он сразу же оторвался от группы и возглавил гонку. Однако на половине пути у него отломился пластмассовый носок ботинка. Тогда такие модели ботинок и креплений только осваивались, в том числе и в большом спорте. Наблюдавшие гонку по телевизору болельщики, даже мало-мальски разбирающиеся в лыжном спорте, сразу поняли причину произошедшей катастрофы. Евгений Беляев продемонстрировал высочайшее мужество, продолжая передвигаться на одной лыже, поскольку тренеры долгое время не могли обеспечить замену ботинка из-за большого размера ноги. Тем не менее он сумел удержаться в головке гонки и его проигрыш не был слишком большим. Однако, он только одиннадцатым отправил в путь олимпийского чемпиона. Николай Бажуков на дистанции обошёл нескольких соперников и передал третьим эстафету другому олимпийскому чемпиону Сергею Савельеву. Неудачный вариант смазки не позволил Савельеву удержать позицию, он переместился на шестое место. И только опытный Иван Гаранин неимоверными усилиями вывел сборную СССР на третье призовое место. Бронзовая олимпийская медаль за эстафету пополнила коллекцию наград Бажукова.

### Олимпийские игры в Лейк-Плэсиде (1980)
В 1980 Бажуков принял участие в гонке на 30 км, занял 14 место.
На свою коронную дистанцию 15 км не заявлен. Под вопросом было и его участие в эстафетной гонке, по настоянию В. Рочева, Е. Беляева, С. Савельева был включен в команду и стал вместе с командой чемпионом олимпийских игр.
Эстафетная гонка поначалу складывалась для сборной СССР не совсем удачно. На стартовой поляне соперник при перестройке толкает В.Рочева, который падает и уходит последним, но выводит команду на 1-е место. По ходу гонки он понял — допущен просчет в подборе смазки лыж. На одном из отрезков дистанции крикнул тренерам о необходимости перемазать лыжи Н. Бажукову, принимавшему от него эстафету, но не успели. Несмотря на отдачу, Н.Бажуков продержался все 10 км за норвежским спортсменом. На одном из участков он пытался обойти норвежского лыжника. Видимо, в момент обгона в пылу борьбы Н. Бажуков получил удар остриём палки в ногу. Тем не менее, превозмогая боль в финишном городке он не уступил ни секунды. Е.Беляев создаёт на своём этапе отрыв и уже на четвёртом этапе Н.Зимятов приводит команду СССР к победе.

### Жизнь после спорта
В 1977 году окончил школу тренеров при Ленинградском военном институте физкультуры, в 1984 году — Ленинградский военный институт физкультуры.
В 1984 году переходит на тренерскую работу, готовит мужскую сборную Республики Коми, а также сборную лыжников вооруженных сил.
С 1991 года ушёл с тренерской работы и занялся частным предпринимательством. Майор в отставке.
Член партии «Единая Россия».
В 2005 был назначен внештатным советником Главы Коми по вопросам физической культуры и спорта.
Является членом Общественной палаты Республики Коми. Организатор соревнований по лыжному спорту своего имени в Республике Коми.

## Спортивные достижения
- Чемпион Зимних Олимпийских игр 1976 в гонке на 15 км
- Чемпион Зимних Олимпийских игр 1980 в эстафете 4х10 км
- Бронзовый призёр Зимних Олимпийских игр 1976 в эстафете 4х10 км
- Чемпион СССР 1974, 1977, 1978, 1979, 1981 в эстафете 4х10 км
- Чемпион СССР 1976, 1983 в гонке на 15 км

## Награды и звания
- Награждён двумя орденами «Знак Почёта» (1976, 9.04.1980)[3]
- Заслуженный работник культуры Коми АССР 1976
- «Почетный гражданин города Сыктывкара» (19 апреля 2000)

## Семья
Жена, дочь.